# Bataille de Holy Ground
Guerre Creek
Batailles
Guerre Creek :
- Burnt Corn
- Fort Mims
- Bashi Skirmish (en)
- Tallushatchee
- Talladega
- Canoe Fight (en)
- Autossee
- Holy Ground
- Calebee Creek
- Emuckfaw et Enotachopo Creek (en)
- Horseshoe Bend

La bataille de Holy Ground, ou bataille d'Econochaca s'est déroulée le 23 décembre 1813 entre les milices des États-Unis et les Red Sticks pendant la guerre Creek. La bataille s'est déroulée à Econochaca, site d'un campement fortifié établi à l'été 1813 par Josiah Francis sur une falaise au-dessus de la rivière Alabama. C'était l'un des trois campements érigés par les Red Sticks cet été-là. En plus des défenses physiques, les prophètes Creek exécutèrent des cérémonies sur le site pour créer une barrière de protection spirituelle. D'où le nom creek « Econochaca », vaguement traduit comme une terre sainte, mais correctement traduit comme terre sacrée ou bien-aimée,.

## Bataille
Après la bataille de Burnt Corn et le massacre de Fort Mims, le général Ferdinand Claiborne, sous les ordres du général Thomas Flournoy, tente d'encercler les troupes Red Sticks des Creeks pour les attaquer. Au début de décembre, il a rassemblé une force d'environ 1 000 hommes, dont 150 guerriers Choctaw avec leur chef, Pushmataha. Les Creeks de Weatherford comptent environ 320 hommes. Le 22 décembre 1813, la force de Claiborne établit son camp à une quinzaine de kilomètres au sud d'Econochaca. En apprenant cela, les Creeks, sous le commandement de William Weatherford, évacuent les femmes et les enfants du village. Le 23 décembre, Claiborne attaque les défenses, tuant entre 20 et 30 guerriers Red Sticks et perd lui-même un homme. La plupart des Creeks s'échappent, Weatherford chevauchant son cheval « Arrow » (« Flèche ») sur la falaise et dans la rivière sous le feu ennemi. Les forces américaines détruisent ensuite le campement et les fournitures des Creeks,,.
Le site est aujourd'hui inclus dans le Holy Ground Battlefield Park, tenu par le Corps du génie de l'armée des États-Unis. Il a été ajouté à l'Alabama Register of Landmarks and Heritage (en) le 26 mai 1976.